# Abdelghani Nader
 (avril 2024).
Si vous disposez d'ouvrages ou d'articles de référence ou si vous connaissez des sites web de qualité traitant du thème abordé ici, merci de compléter l'article en donnant les références utiles à sa vérifiabilité et en les liant à la section « Notes et références ».
 (février 2025).
Motif : Sources ? Notoriété ?
- Archive Wikiwix
- Bing
- Cairn
- DuckDuckGo
- E. Universalis
- Gallica
- Google
- G. Books
- G. News
- G. Scholar
- Persée
- Qwant
- (zh) Baidu
- (ru) Yandex
- (wd) trouver des œuvres sur Wikidata

| 1. | Préciser le motif de la pose du bandeau. | Précisez le motif de la pose du bandeau en utilisant la syntaxe suivante : {{admissibilité à vérifier\|date=mars 2025\|motif=remplacez ce texte par le motif}}                        |
| 2. | Informer les utilisateurs concernés.     | Pensez à avertir le créateur de l'article, par exemple, en insérant le code ci-dessous sur sa page de discussion : {{subst:avertissement admissibilité à vérifier\|Abdelghani Nader}} |

Abdelghani Nader, né le 20 ou 22 juillet 1969 à Casablanca, au Maroc, est un ancien footballeur international marocain qui, à présent, exerce en tant qu'entraîneur. Il a évolué au poste d'attaquant au début des années 1980.

## Carrière
Abdelghani Nader a entamé sa carrière au sein du Wydad Casablanca, où il a été formé. Par la suite, il a évolué dans plusieurs clubs nationaux et internationaux :
- 1991-1994 : Olympique de Casablanca
- 1994-1995 : Maghreb de Fès
- 1995-1996 : Chabab Mohammédia
- 1996-1997 : Sulaibikhat (en) (Koweït)
- 1998-1999 : Atlético Clube de Portugal & União Montemor (en) (Portugal)
- 1999-2000 : Chabab Mohammédia

## Palmarès
Olympique de Casablanca :
- Coupe arabe des clubs champions x2
- Coupe du Trône
- Championnat du Maroc